# Schweik's New Adventures
Schweik's New Adventures è un film del 1943 diretto da Karel Lamač.

## Trama
Lo sciocco Josef Schweik è un soldato ceco che riesce a sopravvivere per la sua astuzia nei confronti del capo della Gestapo.